# Деветак
Деветàк е село в Югоизточна България, община Карнобат, област Бургас.

## География
Село Деветак се намира на около 54 km запад-северозападно от центъра на областния град Бургас, около 15 km югозападно от общинския център град Карнобат и около 11 km изток-югоизточно от град Стралджа. Разположено е в западното подножие на Хисаро-Бакаджишкия праг, източно край река Мочурица. Климатът е преходно-континентален. почвите са предимно алувиални, алувиално-ливадни и излужени канелени горски. Надморската височина в селото при църквата е около 164 m и на югоизток нараства до около 180 m, а на запад намалява до около 150 m.
На около километър южно от Деветак минава автомагистрала „Тракия“, с която селото няма непосредствена пътна връзка. Общински път води от Деветак на изток към село Железник отвъд магистралата, а на север през село Деветинци – към село Венец и връзка там с първокласния републикански път I-6, минаващ през Карнобат и Айтос.
Землището на село Деветак граничи със землищата на: село Деветинци на север; село Церковски на североизток; село Железник на изток; село Сан-Стефано на юг; село Маленово на запад.
В землището на село Деветак има два язовира.

## История
След Руско-турската война 1877 – 1878 г., по Берлинския договор 1878 г. селото остава в Източна Румелия; присъединено е към България след Съединението през 1885 г.
През 1934 г. селото с дотогавашно име Ѝситлии е преименувано на Деветак.

## Население
Населението на село Деветак наброява 1390 души при преброяването към 1934 г. и 1625 към 1946 г., намалява до 528 към 1985 г. и 112 (по текущата демографска статистика за населението) към 2021 г.

### Етнически състав
Преброяване на населението през 2011 г.
Численост и дял на етническите групи според преброяването на населението през 2011 г.:
|                     | Численост |
| Общо                | 171       |
| Българи             | 154       |
| Турци               | -         |
| Цигани              | 11        |
| Други               | 3         |
| Не се самоопределят | -         |
| Неотговорили        | 3         |

## Обществени институции
Село Деветак към 2022 г. е център на кметство Деветак.
В село Деветак към 2022 г. има:
- читалище „Светлина – 1928 г.“;[10]
- православна църква „Свети пророк Илия“;
- пощенска станция.[11]

## Личности
Родени в Деветак
- Енчо Мутафов (1943 – 2009), учен-литературовед, професор